# 西御坊駅
西御坊駅（にしごぼうえき）は、和歌山県御坊市薗にある紀州鉄道紀州鉄道線の駅。同線の終着駅である。

## 歴史
- 1932年（昭和7年）
  - 4月10日：松原口駅として開業。
  - 4月：西御坊駅に改称。

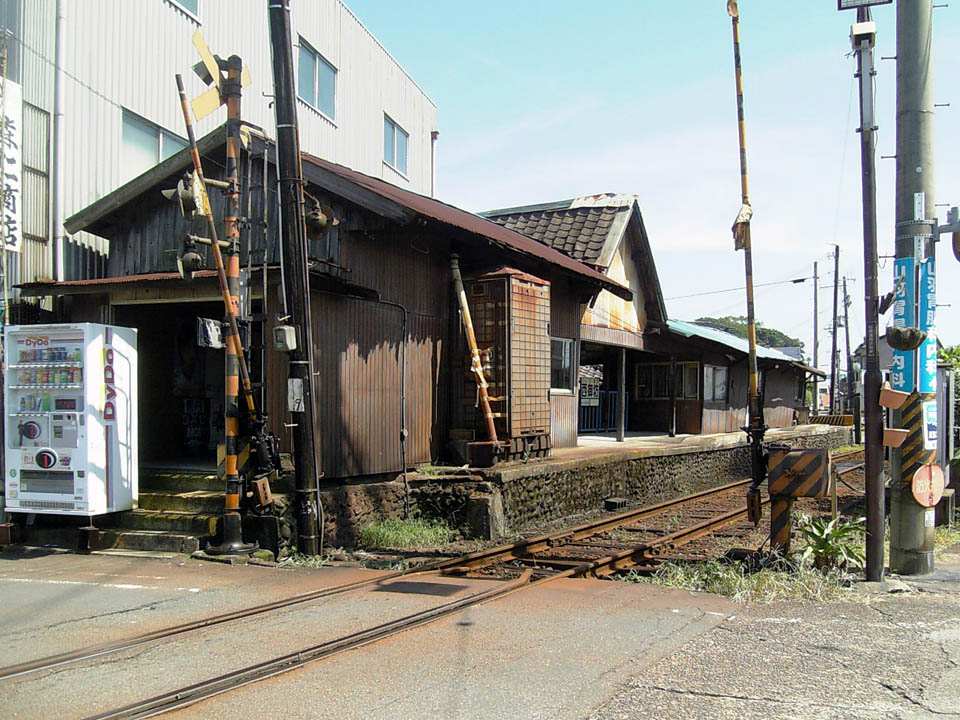
改装前の駅舎（2006年7月）

- 1955年（昭和30年）6月15日：大和紡績専用線開業。
- 1984年（昭和59年）6月26日：大和紡績専用線廃止。
- 1989年（平成元年）4月1日：当駅 - 日高川駅間が廃止[1]、当駅が御坊鉄道線の終着駅となる。
- 2018年（平成30年）
  - 6月1日 - 8月26日：窓口営業時間を土曜・日曜・祝日の午前のみに短縮。
  - 8月27日：窓口営業廃止のため、無人駅となる。

## 駅構造
単式ホーム1面1線を持つ地上駅である。夜間滞泊はなく、紀伊御坊駅まで回送される。
トイレは仮設タイプで男女共用の汲取式。以前はホームの御坊方面側の端にあった（画像も参照）が、後にホームと反対側の地上に移動している。
かつては、駅の西側にあるダイワボウプログレス（当時は大和紡績）和歌山工場（2021年9月閉鎖）へ至る専用線（延長0.85 km）が分岐していた。西川を渡る鉄橋があったほか、工場内に大きな貨物上屋があり、神戸港で陸揚げされた綿花などが貨車で到着していた。
駅入口には長い間駅名表示がなかったが再塗装と共に「西御坊駅」の表示もされるようになった。現行の駅名標の左上に、「西御坊駅」と書かれた木製の古い駅名標が残されている。以前は配置された駅員から入場券および乗車券を購入できたが、2018年8月27日からの駅の完全無人化により、購入できなくなった。
また、2003年7月まで当駅で使われていた「回転式乗車券箱」が、鉄道博物館の収蔵資料となっている。

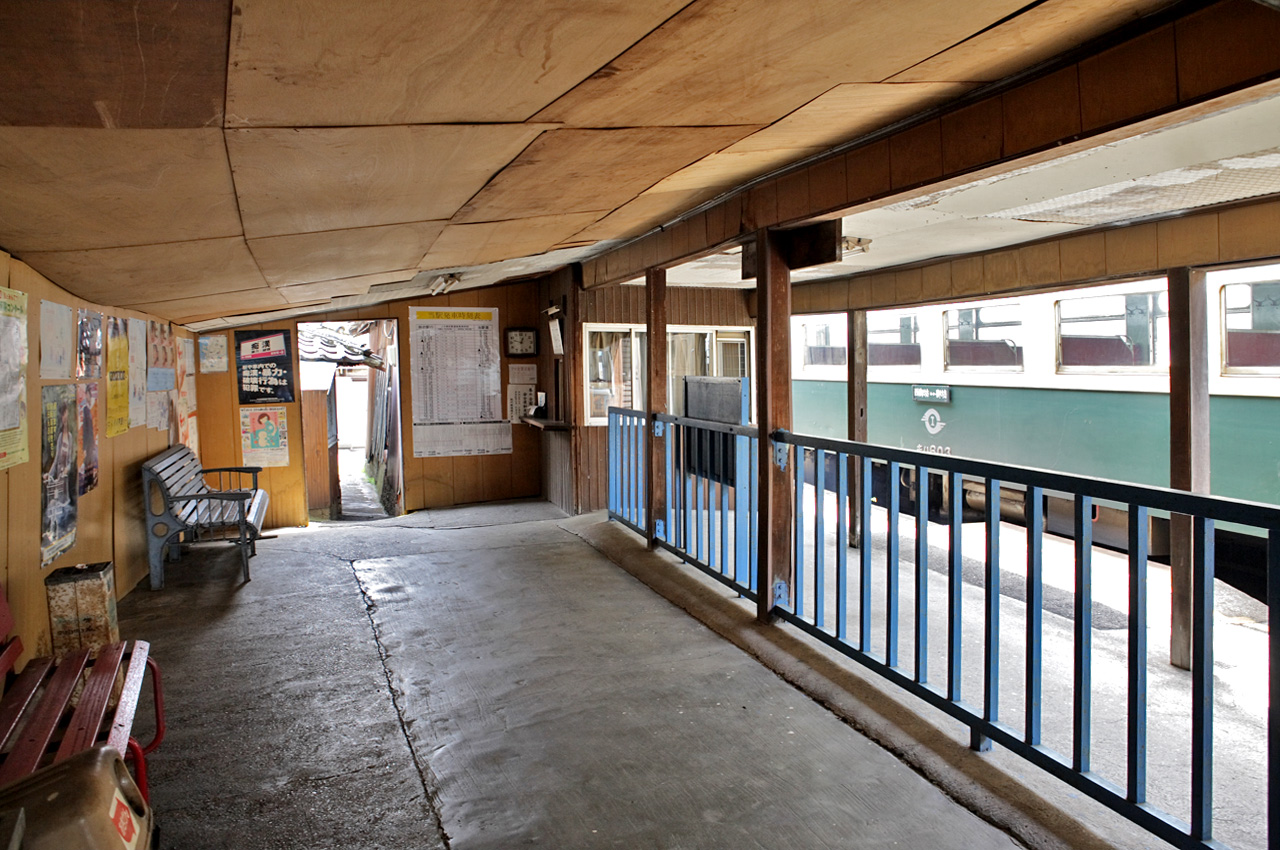
駅舎内。画像中央奥に駅窓口があり、完全無人化が実施される前は配置された駅員から乗車券を購入していた（2008年4月）
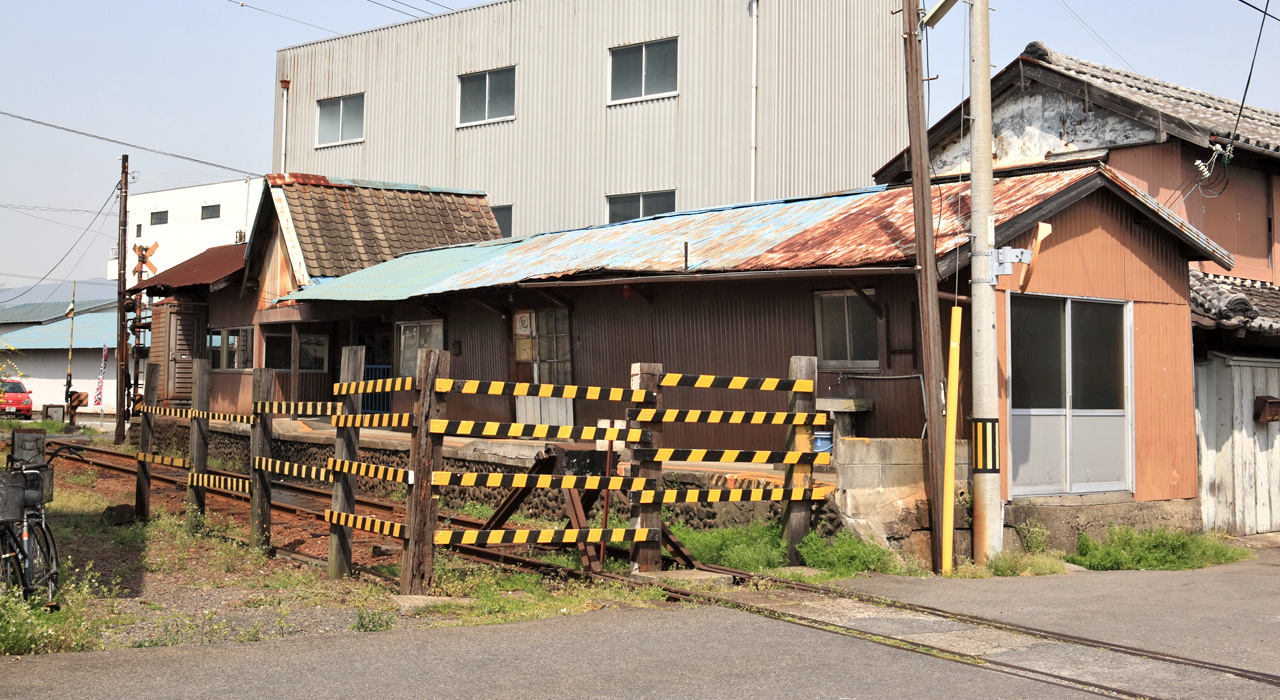
ホーム（日高川方面から） （2008年4月）
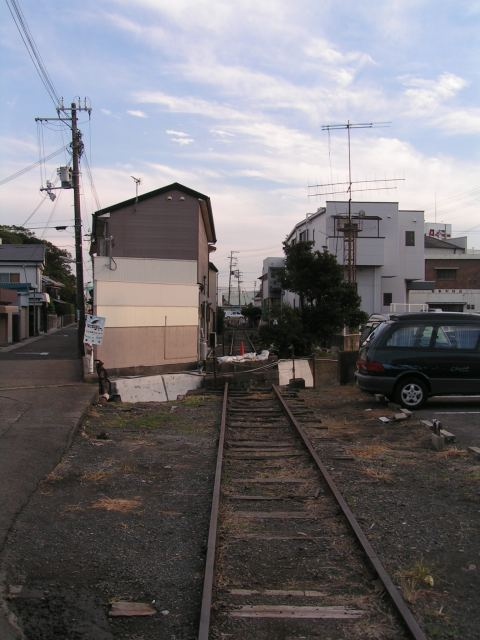
西御坊駅から見た日高川方面（2005年10月）

## 利用状況
近年の1日平均乗車人員は以下の通り。
| 年度   | 1日平均 乗車人員 |
| ------ | ---------------- |
| 2015年 | 52               |
| 2016年 | 48               |
| 2017年 | 47               |
| 2018年 | 51               |
| 2019年 | 42               |
| 2020年 | 23               |

## 駅周辺
駅周辺は商店街となっている。
- 本願寺日高別院（日高御坊） - 御坊という地名の語源。
- 小竹八幡宮 - 毎年10月5日に御坊祭が行われる。
- 国道42号
- 業務スーパー美浜店
- 熊野御坊南海バス「西御坊」バス停

## 隣の駅
紀州鉄道
■紀州鉄道線
市役所前駅 - 西御坊駅